# Ponera sinensis
Ponera sinensis är en myrart som beskrevs av Wheeler 1928. Ponera sinensis ingår i släktet Ponera och familjen myror. Inga underarter finns listade i Catalogue of Life.